# Aleksander Łempicki
Aleksander Adam Łempicki (ur. 26 stycznia 1922 w Warszawie, zm. 23 grudnia 2007 w Brookline, Massachusetts, USA) – fizyk i patriota. Mieszkał od 1955 do śmierci w Stanach Zjednoczonych, gdzie był profesorem na uniwersytecie Boston University, później prowadził własne laboratorium doświadczalne Alem Associates, w którym wiele studentów Uniwersytetu Toruńskiego pracowało i wykonywało swoje prace doktorskie w latach 1999–2007.

## Życiorys
Jego ojciec Dominik Łempicki, przemysłowiec i kawaler maltański, odznaczony Orderem Virtuti Militari zginął w czasie oblężenia Warszawy 25 września 1939. Matka, Janina Czaplicka, umarła w Stanach Zjednoczonych. Miał też młodszą siostrę Dorotę Łempicką, która zginęła w powstaniu warszawskim, była sanitariuszką w batalionie Zośka.
W latach 1934–1939 był studentem w Gimnazjum i Liceum im. Sułkowskich w Rydzynie. Tam prof. Arkadiusz Piekara zainspirował go do zostania fizykiem. Już w Rydzynie wykonywał poważne doświadczenia, m.in. badał promieniowanie kosmiczne. Maturę zdał na tajnych kompletach w Warszawie w 1940.
W 1940 wstąpił do konspiracji w ramach ZWZ, roznosząc tajną prasę. Potem wyjechał do kieleckiego do majątku kuzyna, gdzie studiował podręczniki fizyki. W latach 1943–1944 był bardzo czynny w walkach AK w Górach Świętokrzyskich w oddziałach prowadzonych przez Jana Piwnika (ps. Ponury) i Eugeniusza Kaszyńskiego (ps. Nurt). Służył jako goniec pomiędzy dowództwem i poszczególnymi oddziałami. Był też dowódcą grupy która wytropiła sprawcę masakry 19 osób na dworze w Zbydnowie i wykonała na nim wyrok. Używał pseudonimów "Howerla" i "Łukomski".
Po wkroczeniu wojsk sowieckich do środkowej Polski został w marcu 1945 aresztowany przez funkcjonariusza UB w Ostrowcu Świętokrzyskim. Wykorzystał moment, kiedy on i inni więźniowie byli prowadzeni na roboty przy torach kolejowych poprzez targ w mieście, żeby uciec. Dostał się do Krakowa, gdzie prof. Piekara go ukrył w swoim mieszkaniu. Po wyrobieniu dokumentów przedostał się przez Czechosłowację do 3 Armii amerykańskiej w Pilźnie. Stamtąd przejechał się do Włoch w lipcu i wstąpił do 2 Korpusu Polskiego. Wykorzystał swoją znajomość drogi, ażeby organizować ściągnięcie rodzin oficerów Korpusu z Polski do Włoch. Nawet raz sam wrócił do Polski, żeby osobiście przeprowadzić żonę jednego wysokiego oficera z Częstochowy do Ankony. Następnie zapisał się na uniwersytet w Rzymie., lecz na jesieni 1946 Drugi Korpus został przeniesiony do Anglii na demobilizację.
Łempicki nie znał angielskiego, więc zaczął systematycznie uczyć się każdego dnia 25 słów i zwrotów wybranych dowolnie z gazety. Na tyle nauczył się angielskiego, aby móc wstąpić na uniwersytet Imperial College of Science and Technology w Londynie. Równocześnie pracował w laboratoriach badawczych EMI (firma która w owym czasie rozwijała telewizję kolorową). W 1949 uzyskał dyplom Bachelor of Science, a w 1952 dyplom magisterski.
Łempicki dążył do tego, żeby móc wyjechać do USA. Firma Sylvania Electric, w Bayside na Long Island, koło Nowego Jorku zaoferowała mu pracę na bazie opublikowanych przez niego referatów. Ale ambasada amerykańska w Londynie odmówiła mu wizy, sądząc, że jest komunistą. Dostał listy popierające jego starania od generała Andersa i kilku innych wybitnych osobistości i ostatecznie wizę dostał. W 1955 przyjechał do Nowego Jorku z żoną Niną Weiss i szybko się urządził w nowym miejscu pracy. W 1960 na krótko wrócił do Londynu, żeby obronić rozprawę doktorską i otrzymać dyplom Doctor of Science.
U Sylvania (później przekształcony na GTE) rozwijał bogatą działalność naukową w dziedzinach elektroluminescencji i zastosowaniu fosforów w telewizji kolorowej, a we wczesnych latach 60. pracował z laserami. Był współodkrywcą lasera cieczowego. W latach 1964–1972 dr Łempicki był szefem najpierw Grupy Fizyki Kwantowej, a potem Laboratorium ElektronOptyki.
W 1983 dostał stanowisko profesora badań w Boston University. W 1989 założył własną firmę badawczą "ALEM Associates" dla zastosowania wyników badań do problemów praktycznych. W 2000 opuścił uniwersytet, ażeby cały czas poświęcić tej pracy, zwłaszcza dla stworzenia nowych materiałów ceramicznych z zastosowaniem m.in. w tomografii komputerowej.
Już od 1980 odnowił bliską współpracę z profesorem Piekarą w Polsce i zaczął współpracę z Uniwersytetem Toruńskim i przyjmował studentów do pracy w swoim laboratorium.
Dr Łempicki napisał albo był współautorem ponad 180 opublikowanych referatów i 20 patentów. Był członkiem American Physical Society i American Optical Society.